# Kolozskovácsi
Kolozskovácsi (románul: Făureni, 1956-ig Covaciu) település Romániában, Kolozs megyében.

## Fekvése
Kolozs megye északi részén található, Báboc szomszédságában. A megyeszékhelytől, Kolozsvártól 24 km-re északra fekszik.

## Története
A települést 1320-ban említi először írott forrás Kuachtelke néven, a kovácsi elnevezés először 1467-ben jelentkezett a forrásokban.
A települést a 14. század elején a Zsombor nemzetségbeli Mihály fiai birtokolták, tőlük azonban I. Károly magyar király hűtlenség miatt elkobozta és Elefánti Dezső sebesvári várnagynak adta. 1477-ben Gimesi Forgách Imre gyalui várnagy birtoka lett.
Kolozskovácsi a trianoni békeszerződésig Kolozs vármegye kolozsvári járásához tartozott. A második bécsi döntés környékével együtt visszaítélte Magyarországnak, de 1944-ben ismét román fennhatóság alá került.

## Lakossága
1850-ben 224 fő lakta a települést, ebből 220 román és 4 magyar volt.
1910-re a lakosság száma 578 főre nőtt, melyből 576 fő vallotta magát románnak és 2 fő magyarnak.
2002-ben 266 lakosából 264 román, 2 magyar volt.